# 도깨비가 간다
《도깨비가 간다》는 1994년 4월 18일부터 1994년 6월 7일까지 방송되었던 SBS 월화 드라마이며 그 동안 MBC에서 활동해 온 박상원 (유민상 역)이 해당 작품을 통해 SBS 진출을 했는데 해당 작품 연출자 이장수 PD의 전 연출작 《모래위의 욕망》(중도하차) 출연을 약속해 놓았지만 당시 MBC에서 활동해왔던 의리상 고사했다.
한편, 현실과 유리된 만화적 이야기의 틀에서 벗어나지 못했다는 지적이 있었으며 그 동안 MBC에서 활동해 온 유인촌 (한태우 역) 박상원 (유민상 역)이 해당 작품을 통해 SBS 진출을 했고 당시 SBS는 두 사람 외에도 이정길 (김일환 역) 고두심 등 MBC에서 활동해 온 간판급 탤런트들을 줄줄이 스카우트해왔지만 "출연료 무한경쟁을 일으킬 수 있다"는 지적이 일기도 했는데 이 무렵 SBS는 1992년 5월 종영된 《여성극장》이후 정규 단막극을 편성하지 않아 이렇다할 신인 발굴에 어려움을 겪어왔으며 유인촌 박상원 외에도 김혜수 (최인영 역)가 해당 작품을 통해 SBS 나들이를 했는데 해당 작품에 앞서 《유심초》《금잔화》 등에서 섭외가 왔으나 고사했다.

## 등장 인물
- 김인태 : 일본 총독 역
- 김무생 : 후꾸다 역
- 김혜수 : 최인영 역
- 김혜옥 : 현 마담 역
- 명로진 : 김준 역
- 박상원 : 유민상 역
- 박인환 : 장두칠 역
- 여운국 : 이명재 역
- 유인촌 : 한태우 역(아역: 최정)
- 이미숙 : 민강지 역
- 이미지 : 포항 댁 역
- 이일재 : 이찌하루 역
- 이봉규 : 마쓰모토 역
- 김영인 : 오야붕 역
- 이정길 : 김일환 역
- 이희성 : 홍구호 역
- 정혜영 : 미치코 역
- 최종원 : 주재소 소장 역
- 양택조 : 조만수 역
- 장인한 : 서 교수 역
- 이성용 : 윤 교수 역
- 심우창 : 임 교수 역
- 문흥섭 : 박 교수 역
- 이승형
- 남지헌 : 윤 PD 역
- 정요숙
- 김희정
- 민경조
- 최준용
- 신귀식
- 김영석 : 기자 역
- 김용헌 : 기자 역
- 이진아 : 기자 역
- 이장훈 : 기자 역
- 홍순창 : 추상식 역
- 박영지
- 김종구 : 김동주 역
- 김세동 : 김종일 역
- 유명순 : 아줌마 역
- 남정희 : 방점순 역
- 정한헌 : 가게 주인 역
- 신철진 : 도사 역
- 곽경환 : 노인 역
- 박정순 : 수위 역
- 윤관용 : 집사 역
- 이정허 : 스님 역
- 유순철 : 노인 역(3회)
- 박종관 : 사장 역
- 남영진 : 전무 역
- 최병학 : 이사 역
- 진희자 : 학원 교사 역
- 김유철 : 경매인 역
- 라재웅 : 경매인 역
- 마이클 빌린저 : 경매인 역
- 김윤형 : 취객 역
- 김민: 취객 역
- 기정수 : 도굴꾼 역
- 김영규 : 도굴꾼 역
- 한상희 : 오지혜 역
- 김지연 : 하경희 역
- 이배국 : 동사무소 직원 역
- 신국 : 기술감독 역
- 정수원 : 카메라보 역
- 이도아 : 기자 역
- 순동운 : 경찰관 역(6회)
- 신용규 : 경찰관 역(7회)
- 이동주 : 이영훈 역
- 이정희 : 이미주 역
- 김지수 : 미국 여자 역
- 최상규 : 세이초 역